# Håkan Mjörnheim
John Håkan Mjörnheim, född 22 februari 1955 i Göteborg, är en svensk gitarrist och låtskrivare. 
Mjörnheim har bland annat spelat med Py Bäckman, Mikael Rickfors, Carola Häggkvist, Spotnicks, Ingemar Olsson, Choralerna, Ingmar Johánsson, Roland Utbult och Per-Erik Hallin och har även varit gitarrist till Ted Gärdestad.
Tillsammans med Ingela "Pling" Forsman skrev han låten Närmare dig som, framförd av Tina Leijonberg, slogs ut efter första omröstningen i den svenska Melodifestivalen 1993. Han är bror till Matz Mjörnheim.